# Panzer VII Löwe
Panzer VII Löwe ili punim imenom Panzerkampfwagen VII Löwe (njem. Löwe - hrv. Lav) je bio program nacističke njemačke za razvoj super teškog tenka. Projekt je krajem 1942. godine prekinut u korist razvoja super teškog tenka Panzer VIII Maus.

## Razvoj
Razvoj super teškog tenka počeo je 1941. godine, kada je njemačka kompanija Krupp počela proučavati sovjetske super teške tenkove. U studenom 1941. godine postalo je jasno da novi teški tenk njemačke vojske mora imati 140 mm čeoni oklop i 100 mm debeo bočni oklop. Tenkom je trebalo upravljati 5 članova posade, 3 u kupoli i 2 u tijelu tenka. Novi tenk trebao je imati brzinu od oko 44 km/h što bi mu omogućio Daimler-Benz motor snage 1000 KS primarno rabljen u torpednim čamcima. Glavno naoružanje trebao je činiti top ugrađen u kupolu. Težina takvog tenka bila je procjenjena na 90 tona.
U prvim mjesecima 1942. godine, Krupp je naredio početak projektiranja PzKpfw VII Löwe (VK7201) tenka. Projekt je bio baziran na prijašnjim razvojnim projektima Kruppa VK7001 (Tiger-Maus) i kako bi napravio konkurenciju projektu konkurentske kompanije Porsche koja je tada radila na projektu Panzer VIII Maus. VK7001 je trebao biti naoružan sa 150 mm L/37 (ili L/40) ili 105 mm KwK L/70 topom. Pokušavale su se rabiti iste komponente kao i kod tenka Tiger II kako bi se pojednostavila proizvodnja i održavanje.
Projektanti su planirali izgraditi dvije verzije vozila s kupolom smještenom straga. Lakša (leichte) verzija je trebala imati čelni oklop debljine 100 mm i masu od 76 tona. Teža (schwere) verzija je trebala imati čelni oklop debljine 120 mm i masu od 90 tona. Obje verzije bi bile naoružane sa 105 mm L/70 topom i koaksijalno montiranom strojnicom. Teža verzija kupolu je imala montiranu u sredinu tijela tenka nalik na Tiger II. Obje inačice imale bi pet članova posade. Proračunato je bilo da će maksimalna brzina biti između 23 km/h (teža verzija) do 27 km/h (lakša verzija).
Adolf Hitler je naredio da se razvoj lakše verzije (Leichte Löwe) odbaci u korist razvoja teže verzije (Schwere Löwe). Postavljeni su i novi zahtijevi. Löwe je trebalo opremiti sa 150 mm L/40 ili L/38 topom i podebljati čeoni oklop kupole na minimalnih 140 mm. Kako bi se popravile vozne performanse, trebale su biti ugrađene gusjenice širine 900-1000 mm što bi povećalo najveću brzinu na 30 km/h.

## Panzer VII (schwere) Löwe
Tijekom razvoja Tiger II tenka, projektanti su planirali ponovno oživjeti projekt Löwe (kao prijedlog Obersta Fichtenera). Tenk je trebao biti naoružan s 88 mm KwK L/71 topom s debljinom čeonog oklopa od 140 mm kao što je još prije bilo planirano. Maksimalna brzina je trebala biti oko 35 km/h s težinom od 90 tona. Tenk bi pokretao Maybach HL 230 P 30 benzinski motor s 12 cilindara maksimalne snage 800 KS. Löwe je trebao biti 7,74 metara dug (s topom), 3,83 metara širok i 3,08 metara visok. Posada se trebala sastojati kao i prije od 5 članova. Postojala je i ideja da će Löwe zamijeniti Tigera II.
Od veljače do svibnja 1942. šest različitih prijedloga je razmatrano, svi bazirani na potrebama za tenk Löwe. U ožujku 1942. naručeni su teški tenkovi, a projekt Löwe je zaustavljen u srpnju 1942. godine.